# Thor (Vorname)
Thor ist ein nordischer Vorname.

## Herkunft
Der Name ist der des Gottes Thor (Donar).

## Varianten
- Tor
- Tord
- isländisch Þór
- Dustin

Zum Namen gibt es zahlreiche Ableitungen, siehe Kategorie:Personenname nach Thor

## Namensträger (Auswahl)

### Thor
- Thor Nis Christiansen (1957–1981), dänisch-US-amerikanischer Serienmörder
- Thor Dresler (* 1979), dänischer Eishockeyspieler
- Thor Freudenthal (* ca. 1972/1973), deutscher Filmemacher
- Thor Goote (1899–1940), deutscher Schriftsteller und Luftfahrtingenieur
- Thor Hansen (1947–2018), norwegischer Pokerspieler
- Thor Heyerdahl (1914–2002), norwegischer Anthropologe, Ethnologe und Abenteurer
- Thor Hushovd (* 1978), norwegischer Radrennfahrer
- Thor Iversen (1873–1953), norwegischer Ozeanograph
- Thor Kunkel (* 1963), deutscher Schriftsteller
- Thor Lange (1851–1915), dänischer Schriftsteller und Übersetzer
- Thor André Olsen (* 1964), norwegischer Fußballspieler
- Thor Pedersen (* 1945), dänischer Politiker
- Thor Salden (* 1997), belgischer Sänger
- Thor Vilhjálmsson (1925–2011), isländischer Schriftsteller
- Thor von Waldstein (* 1959), deutscher Rechtsanwalt

### Tor
- Tor Hogne Aarøy (* 1977), norwegischer Fußballspieler
- Tor Aulin (1866–1914), schwedischer Komponist
- Tor Bergeron (1891–1977), schwedischer Meteorologe
- Tor Bomann-Larsen (* 1951), norwegischer Schriftsteller und Zeichner
- Tor Åge Bringsværd (1939–2025), norwegischer Schriftsteller
- Tor Carpelan (1867–1960), finnischer Historiker, Biograph und Genealoge
- Tor Endresen (* 1959), norwegischer Sänger (Pop)
- Tor Fretheim (1946–2018), norwegischer Schriftsteller
- Tor Graves (* 1972), thailändischer Autorennfahrer
- Tor Halvorsen (1930–1987), norwegischer Gewerkschafter und Politiker
- Tor Arne Hetland (* 1974), norwegischer Skilangläufer
- Tor André Johnsen (* 1968), norwegischer Politiker
- Tor Johnson (1903–1971), schwedischer Wrestler und Schauspieler
- Tor Nørretranders (* 1955), dänischer Wissenschaftsjournalist
- Tor Österlund (1935–2022), finnischer Fußballspieler
- Tor Seidler (* 1952), US-amerikanischer Kinder- und Jugendbuchautor
- Tor Skeie (* 1965), norwegischer Freestyle-Skier
- Tor Tilja, Pseudonym der schwedischen Schriftstellerin Gunhild Tegen (1889–1970)
- Tor Torkildsen (1932–2006), norwegischer Seemann, Reeder und Schriftsteller
- Tor Ulven (1953–1995), norwegischer Schriftsteller
- Tor Mikkel Wara (* 1964), norwegischer Politiker

### Fiktive Personen
- Thor, Comicfigur von Marvel, siehe Thor (Comic) und Thor (Film)
- Thor – Der unbesiegbare Barbar, italienischer Barbarenfilm des Regisseurs Tonino Ricci aus dem Jahr 1983
- Thor Garson, Romanzyklus von Wolfgang Hohlbein